# Chartèves
Chartèves település Franciaországban, Aisne megyében. Lakosainak száma 358 fő (2022. január 1.). Chartèves Beuvardes, Le Charmel, Courtemont-Varennes, Épieds, Jaulgonne, Mézy-Moulins és Mont-Saint-Père községekkel határos.

## Népesség
A település népességének változása:
| Lakosok száma | 226  | 303  | 370  | 364  | 353  | 362  | 352  | 356  | 359  | 358  |
|               | 1968 | 1990 | 1999 | 2011 | 2013 | 2016 | 2017 | 2019 | 2020 | 2022 |